# حارس (أمن المعلومات)
في مجال أمن المعلومات، يُعرّف الحارس على أنه جهاز أو نظام يسمح لحاسوبين على شبكتين مستقلتين أن يتصلا تحت قيود معيّنة. للحارس والجدار الناري وظائف متشابهة في كثير من الأحيان.
أما جدار النار فهو مصمم ليقيّد مرور البيانات على بعض الخدمات، وأما الحارس فيهدف إلى التحكم بنقل المعلومات التي يدعمها التواصل الشبكي على مستوى العمل. ولكن الحارس يضمن فعاليته في تقديم هذا التحكم حتى في ظروف الهجوم أو الفشل، وهو يختلف في هذا عن الجدار الناري.
يقعد الحارس بين الشبكة المحمية وشبكة خارجية ليضمن أن الشبكة المحمية آمنة من التهديدات التي قد تأتي من الشبكة الخارجية ومن تسرب البيانات الحساسة إلى الشبكة الخارجية.
يتصل الحارس عادةً بشبكتين، ولكنه قد يتصل بأكثر من شبكتين، ويمكن أن يعمل كأنه طبقة وكيل كاملة، وينخرط في التواصلات المستقلة في كل واجهة. لا يمرر الحارس إلا المعلومات العملية التي يقدمها البروتوكول من شبكة إلى أخرى، ولا يمررها إلا بعد أن تجتاز عدة اختبارات ليحقق الحماية المطلوبة.

## التاريخ
بدأ تطور الحرَس ففي أواخر العقد الثامن من القرن العشرين مع اختراع عدة «معالجات تواصل آمن» و«تطبيقات حارسة». أما معالجات التواصل الآمن فهي نظم تشغيل عالية الضمان ونوى أمن طُورت لتتحكم بمروروات النصوص قي أجهزة تشفير الحزم الشبكية. وأما التطبيقات الحارسة فصُممت من أجل تنظيف المعلومات التي تصدّر من نظام معيّن وإزالة كل المعلومات الحساسة منها.
من أوائل المنصّات الحارسة: معالج التواصلات الآمنة هنيول. قُيّم هذا المعالج حسب معايير الكتاب البرتقالي لمركز أمن الحاسوب دي أو دي فكان مستواه A1.
عملت بيئة المستخدم الآمنة لمؤسسة الإشارات والرادارات الملكية على نظام بي دي بي 11/34. وما كان هذا النظام إلا نواة فصلٍ بسيطة بناها القسم تي 4 من مؤسسة الإشارات والرادارات الملكية في مالفرن، إنكلترا.
طُور حارس فاحص الأمر والتحكم المعماري المتقدم من أجل تصدير رسائل البريد الإلكتروني من نظام محدد من خلال مرحلة مراجعة بشرية.
عالجت التطورات اللاحقة مشكلة التخفيض التلفائي للمعلومات الصادرة من نظام مخصوص. فرض حارس البريد المسمى خادم الشبكة الآمنة قائمة بريدية بيضاء، واختبارات أمنية، وفلترة لأنواع المرفقات والتوقيعات الرقمية لتأكيد أن البيانات الحساسة لم تصدر.
ثم تطورت الجدران النارية، في نحو عام 1987. مع الوقت تطورت وظائف الجدران النارية حتى تقدم إمكانيات مثل إمكانيات الحارس. ولكن الفرق الأساسي بينهما هو أن الحارس مبني بطريقة يضمن فيها فعاليته في حماية الشبكة ونفسه.
طورت وكالة التقييم والبحث الدفاعي أدوات الجدار الناري سويبسي لتكون نظام حراسة عامًّا. بُنيت سويبسي على نظام ترستد سولاريس 8.
الوظائف
صُممت التطبيقات الحارسة أولًا لتتحكم بإصدار المعلومات من النظم، وتحمي أمان المعلومات الحساسة الموجودة في النظام المحمي. ومنذ ذلك الوقت توسّع نطاق عمل هذه التطبيقات حتى شمل التحكم باستيراد البيانات، من أجل حماية تكامل المعلومات وتوفر الخدكات في الشبكة المحمية.
توفر التطبيقات الحارسة عمومًا هذه الوظائف:
- التحقق من عنوان المصدر والهدف.
- فلترة عناوين المصدر والهدف.
- إجراء فحوص أمنية لتصاريح المصدر والوجهة.
- فلترة أنواع البيانات.
- التحقق من صلاحية البيانات وتوافقها.
- فحص البيانات للتحقق من وجود البرامج الخبيثة.
- التحقق من الإشارات الرقمية.
- فحص المحتوى المشفر.
- فحص النص للتحقق من وجود كلمات محظورة.
- إزالة البيانات غير اللازمة.
- إنشاء السجلات وتسجيل الأحداث المتعلقة بالأمن.
- آليات الفحص الذاتي.